# У сідлі
«У сідлі» (англ. Tall in the Saddle) — американський вестерн 1944 року режисера Едвіна Л. Маріна. У головних ролях — Джон Вейн та Елла Рейнс.

## Сюжет

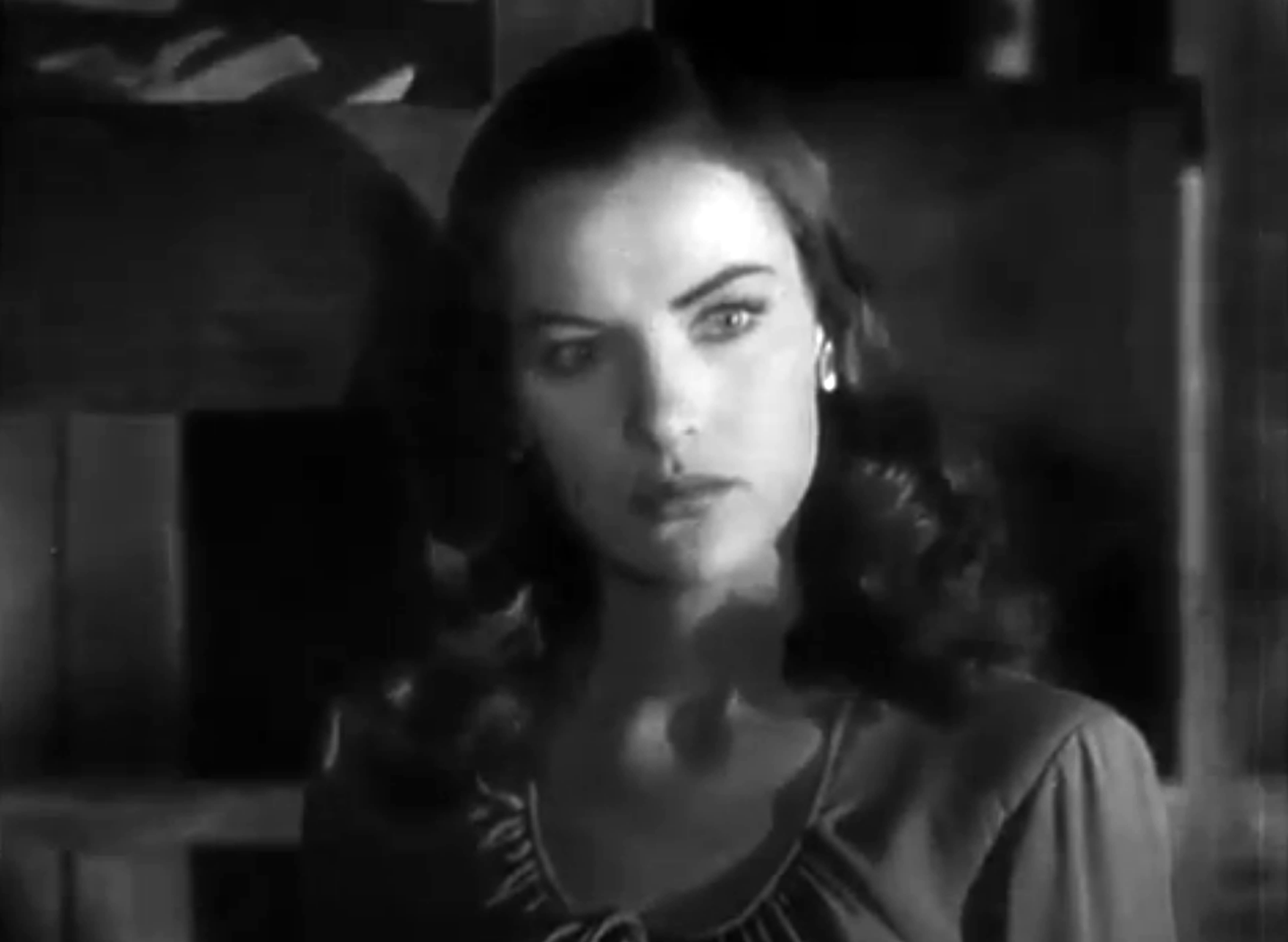
Арлі Гарольдей (Елла Рейнс)

Роклін прибуває до невеличкого містечка на шляху до своєї служби. Його найняв власник ранчо Ред Карделл. По дорозі Роклін дізнаться, що його роботодавця вбито, а подорожує він із двома родичками-спадкоємицями Карделла — Кларою та її тіткою міс Елізабет Мартін. Вони згодні «взяти у спадок» і Рокліна, та він делікатно відмовляється. А щоб не сидіти без діла, шукає роботу на інших полях. Там часом місцеві чиновники намагаються довести, що молода Клара та її немолода тітка не можуть керувати землею. На допомогу жінкам приходить Роклін і дізнається, що саме він справжній спадкоємець ранчо. Із зброєю в руках він захищатиме своє майно.

## У ролях

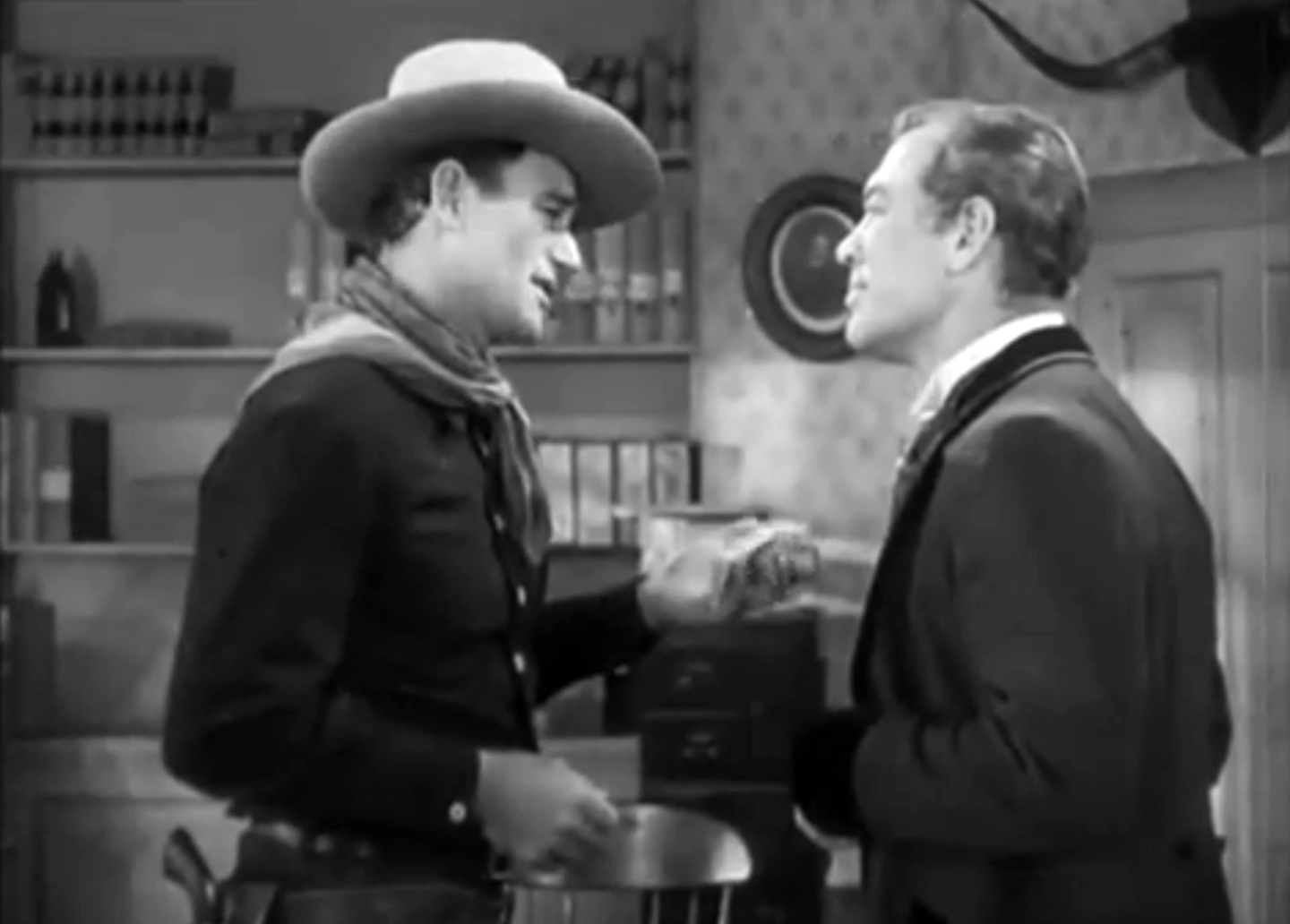
Роклін та Гарві перед сутичкою

- Джон Вейн — Роклін
- Елла Рейнс — Арлі Гарольдей
- Ворд Бонд — Роберт Гарві
- Джордж Гейєс — Дейв
- Одрі Лонґ — Клара Карделл
- Елізабет Рісдон — міс Елізабет Мартін
- Дональд Дуглас — Гарольдей
- Пол Фікс — Боб Клювс
- Еморі Парнелл — шеріф Джексон

## Прем'єри
- 29 вересня 1944 — США
- 31 березня 1945 — Швеція
- 7 травня 1945 — Велика Британія
- 23 травня 1946 — Японія
- 22 січня 1947 — Данія
- 17 жовтня 1947 — Фінляндія

## Місця зйомок
Окрім павільйонних зйомок у Лос-Анджелесі, оператори працювали на знімальних майданчиках
- ранчо Агура в Каліфорнії,
- озера Шервуд у тому ж штаті,
- Седони, штат Аризона.